# Lieselott Beschorner
Lieselott Beschorner, verheiratete Toman (* 24. September 1927 in Wien; † 31. März 2024 ebenda), war eine österreichische Malerin, Zeichnerin, Keramikerin und Textilkünstlerin.

## Leben
Lieselott Beschorner besuchte zunächst drei Jahre lang eine Hauswirtschaftsschule. Danach studierte sie von 1945 bis 1950 an der Wiener Akademie der bildenden Künste in der Malerei-Klasse von Robin Christian Andersen, wo sie mit Diplom abschloss. Von 1949 bis 1952 setzte sie ihre Studien in der dortigen Freskoschule von Albert Paris Gütersloh bei Erich Huber fort. 1953/1954 war sie in der Meisterklasse von Andersen.
1951 wurde Beschorner als eine der ersten Frauen Mitglied der Wiener Secession, mit der sie mehrfach ausstellte. 1954 fand dort ihre erste Einzelausstellung statt. Bis Mitte der 1970er Jahre beschickte sie regelmäßig Ausstellungen, danach trat sie für einige Zeit kaum noch in Erscheinung, war aber weiterhin künstlerisch tätig. Über 30 Jahre unterrichtete sie als Lehrerin für Fachzeichnen, Auslagengestaltung und Maskenbildnerei an der Berufsschule für Friseure und Perückenmacher.
Um 2008 begann Beschorner ihre Werke öffentlichen Einrichtungen wie Belvedere, Niederösterreichisches Landesmuseum und Wien Museum zu schenken. 2011 trat sie durch eine Einzelausstellung im Wien Museum MUSA wieder in die Öffentlichkeit. 2015 wurde sie mit dem Kunstpreis der Stadt Wien ausgezeichnet. 2020 folgte eine Einzelausstellung in der Landesgalerie Niederösterreich. Die Wiener Filmemacherin Christiana Perschon porträtierte die Künstlerin in ihrem Kurz-Dokumentarfilm Sekundenarbeiten, der 2021 auf der Viennale lief.
Beschorner wohnte seit ihrer Jugend in einem Haus mit Atelier in Wien-Gersthof, früher zusammen mit ihrer Mutter. Die Innenwände des Gebäudes sind mit dicht gehängten Werkgruppen ausgestaltet. Beschorners dort aufbewahrter künstlerischer Nachlass (2.300 inventarisierte Objekte, Stand 2021) wird nach ihrem Tod in die MUSA-Sammlung aufgenommen werden.
Lieselott Beschorner starb 2024 im Alter von 96 Jahren in Wien. Sie wurde auf dem Wiener Zentralfriedhof bestattet.

## Werk
Zu dem heterogenen Gesamtwerk von Lieselott Beschorner gehören unter anderem abstrakte figürliche Kompositionen und Landschaften in Tempera-Kreide und Acryl, welche sie ab 1957 malte. In den 1960er Jahren entstanden „Schichtenbilder“, eine zwischen Collage und Malerei liegende Technik, bei der gemalte und dann gerissene Papierfelder ineinander übergehend abstrakte Collagen bilden, die imaginären Landschaftsimpressionen ähneln. Seit Anfang der 1970er nimmt das Groteske und Kuriose eine zunehmende Bedeutung in ihrem Werk ein. So schuf sie kleinformatige Filzstiftzeichnungen mit skurrilen, oft auf Augen und Lippen reduzierten Gesichter („Groteskerien“), karikatureske „Keramikköpfe“ und an das Grotesken- und Fratzenhafte grenzende Puppen („Puppas“) aus Wolle, Stoffresten und Perlen. Sie gestaltete auch Mosaiken und Keramikskulpturen. In den letzten Jahren konzentrierte sich ihre Arbeit, auch bedingt durch zunehmenden Verlust der Sehkraft, auf Sekunden- bzw. Impulszeichnungen, bei denen Beschorner aus spontanen Eingebungen heraus Linien mit schwarzer Kohle auf weißem Papier zog. Während der COVID-19-Pandemie zeichnete sie eine Reihe von Darstellungen des Virus mit Wachsölkreide.
Werke (Auswahl)

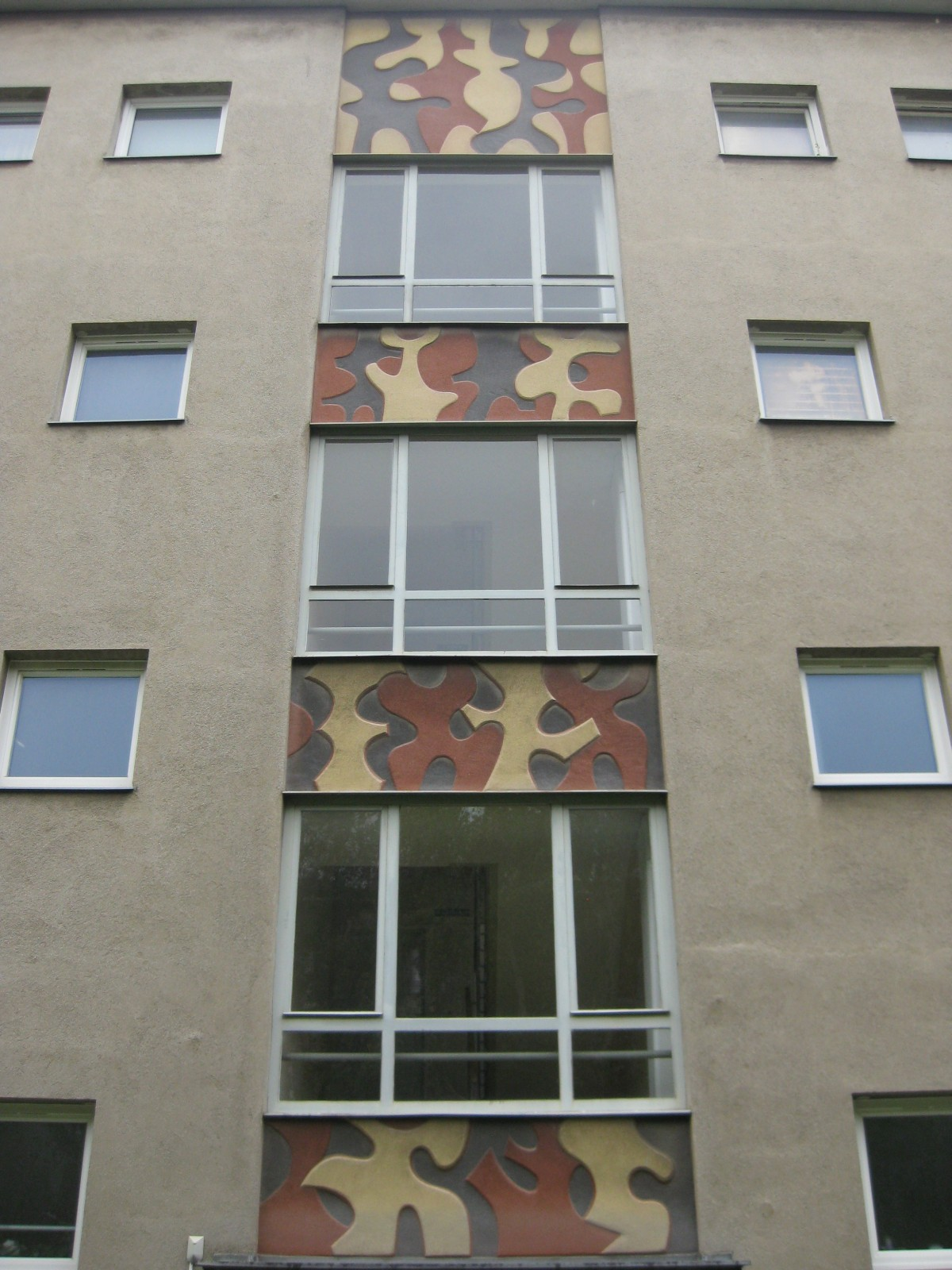
Sgraffitos in Simmering

- Farbkomposition, 1958/1959, Tempera auf Holzfaserplatte, gefirnisst, Bienenwachs, 29,7 × 42 cm, Sammlung Belvedere
- Wandmosaik Überschwemmung der Liesing, 1959, Oktaviangasse 20, Wien-Liesing
- Blatt Nr. 7 (Abstraktion), 1961, Tempera, Passepartout: 282 × 405 mm, Albertina, Dauerleihgabe der Artothek des Bundes
- Aufstrebende Form, 1963, Collage mit eingefärbten Zeichenpapier, Albertina, Dauerleihgabe der Artothek des Bundes
- Blatt aus der Serie der „Schichtenbilder“, 1963, Collage, Aquarell, unterschiedlich eingefärbtes Fließpapier, 44,5 × 57,6 cm, signiert und datiert links unten: „Lieselott Beschorner 1963“, Wien Museum
- Komposition helle Form auf Blau und Orange, 1965, Collage, Gouache, 507 × 574 mm, Artothek des Bundes
- 16 Sgraffito-Wandfelder an den Treppenhausachsen (Hauszeichen), 1966/1967, Simmeringer Hauptstraße 190–192 (Salvador Allende-Hof), Stiege 9–12, Wien-Simmering[12]
- Rumpfpuppe, 1972–1980, Wolle, gehäkelt, Füllmaterial, Kordelfransen, 54 × 19 × 15 cm, Artothek des Bundes
- Oger, 1974–1978, Mischtechnik, 218 × 389 mm, Albertina, Dauerleihgabe der Artothek des Bundes[13]
- Beinlust, Strumpfobjekt, Gruppensex, um 1980, Wolle, Schuhe, Füllmaterial Nylonstrümpfe, ca. 100 × 100 × 100 cm, Wien Museum
- Braut aus der Serie „Puppas“, um 1980, Wolle, Strümpfe, 54 × 17,5 × 18 cm, Wien Museum
- Behutete Kopffiguren, 2014, Skulpturen
- Weinende Omnichronisten, 2022, Zyklus mit Zeichnungen zu COVID-19

## Ausstellungen (Auswahl)

### Einzelausstellungen
- 1954, 1957, 1966, 1972, 2022: Wiener Secession
- 1964: Staatsdruckerei, Wien
- 1977: Lieselott Beschorner. Karneval kurioser Köpfe, Kunstverein Wien/Alte Schmiede, Wien
- 2011: Lieselott Beschorner. Zwischen Abstraktion und Groteske, MUSA (Galerie Museum auf Abruf), Wien (mit Katalog)
- 2020: Lieselott Beschorner. Kunstbedürfnisanstalt, Wien Museum, Landesgalerie Niederösterreich, Krems

### Gruppenausstellungen
- 1983, 1984: Wiener Secession
- 2009: Die fünfziger Jahre. Kunst und Kunstverständnis in Wien, MUSA, Wien
- 2012: Beauty Contest, MUSA, Austrian Cultural Forum, Wien
- 2018: Subversive Imagination, MUSA, Wien
- 2020: The Beginning. Kunst in Wien 1945 bis 1980, Albertina modern, Wien (mit Katalog)
- 2021: Avantgarde und Gegenwart. Die Sammlung Belvedere von Lassnig bis Knebl, Belvedere 21, Wien